# Idiocerus duzeei
Idiocerus duzeei är en insektsart som beskrevs av Léon Abel Provancher 1889. Idiocerus duzeei ingår i släktet Idiocerus och familjen dvärgstritar. Inga underarter finns listade i Catalogue of Life.